# Östra regionen (region i Ghana)
Östra regionen är en region i Ghana. Den ligger i den södra delen av landet, 110 km norr om huvudstaden Accra. Antalet invånare är 2 633 154. Arean är 19,3 kvadratkilometer. Östra regionen gränsar till Brong-Ahaforegionen, Voltaregionen, Storaccra, Centralregionen och Ashantiregionen. 
Terrängen i Östra regionen är huvudsakligen platt.
Östra regionen delas in i:
- Somanya District
- Dangme East District
- Atiwa
- Akuapim North
- Akuapim South
- Akyemansa
- Asuogyaman
- Birim Central
- Birim North
- Birim South
- Dangme West District
- East Akim
- Fanteakwa
- Kwaebibirem
- Kwahu East
- Kwahu North
- Kwahu West
- Kwahu South
- Lower Manya Krobo
- New Juaben
- Suhum/Kraboa/Coaltar
- Upper Manya Krobo
- West Akim
- Yilo Krobo

Följande samhällen finns i Östra regionen:
- Koforidua
- Nkawkaw
- Akim Oda
- Suhum
- Nsawam
- Asamankese
- Begoro
- Akwatia
- Aburi

## Utbildning

### Högstadieskolor/gymnasier (secondary schools/high schools)[4]
- Krobo Girls' Presbyterian Senior High School
- St. Peter's Boys Senior High School
- Aburi Girls Senior High School
- St Roses Senior High (Akwatia)
- Pope John Senior High School and Minor Seminary
- Presbyterian High School Mampong
- Methodist Senior High Technical School (Akuse)
- Koforidua Secondary Technical School
- Akosombo International School
- New Juaben Senior High Commercial School
- Akwamuman Senior High School
- Okuapeman Senior High School
- St Matins Senior High School
- Benkum Senior High School
- Ghana Senior High School, Koforidua
- Asamankese Senior High School
- Akim Oda Senior High School
- Akim Swedru Senior High School
- Saint Francis Senior High School
- Mpraeso Senior High School
- Oti Boateng Senior High School
- Oyoko Methodist Senior High School
- Suhum Presbyterian Senior High School
- Ofori Panin Senior High School
- Nkawkaw Senior High School
- Nkwatia Presby Senior High School
- Suhum Senior High and technical School
- Mangoase Senior High School
- St Thomas Senior High Technical School, Asamankese
- Akroso Senior High School
- Adeisu Presbyterian Senior High School
- nsawam senior high school
- Saviour Senior High School
- Asesewa Senior High School
- Klo Agogo Senior High School
- Manya Krobo Senior High School
- Yilo Krobo Senior High School
- Akro Sectech, Odumase Krobo
- Kwabeng Anglican Senior High and Technical School